# سباق نوكير كويرز 2016
سباق نوكير كويرز 2016 (بالهولندية: Nokere Koerse 2016 )‏ هو سباق دراجات هوائية، وهو الموسم رقم 71 من نفس السباق، وأقيم في 16 مارس 2016، وامتدّ لمسافة 199.5 كيلومتر، وهو أحد سباقات طواف أوروبا للدراجات 2016، وهو من نوع سباق يوم واحد، وقد شارك في السباق 181 متسابقاً ووصل إلى نهايته 148 متسابقاً.
فاز فيه بالمركز الأول تيموثي دوبونت، وبالمركز الثاني كريستوفر هالفورسن، وبالمركز الثالث ديلان جروينويغن.

## الفرق
| فرق عالمية (7)- بي إم سي راسينغ - Etixx-Quick Step - FDJ - Lotto NL-Jumbo - Lotto-Soudal - Sky - Tinkoff فرق قارية محترفة (13)- Bora-Argon 18 - CCC Development Team ‏ - Cofidis, Solutions Crédits - ديلكو ‏ - Fortuneo-Vital Concept - غازبروم روسفيلو ‏ - نيبو-فيني فانتيني-يوربا أوفيني ‏ - ONE Pro Cycling ‏ - رومبوت تشارلز ‏ - Akros–Excelsior–Thömus ‏ - Stölting Service Group (cycling team) ‏ - سبورت فلاندرين بالويس 2016 ‏ - Wanty-Groupe Gobert فرق قارية (5)- Pauwels Sauzen–Vastgoedservice ‏ - Joker Fuel of Norway ‏ - Veranclassic–Ago ‏ - فيرانداس ويلمز 2016 ‏ - بنجوال باوليز ساوكس دبليو بي ‏ |  |
| |  |

## التصنيف العام النهائي
| التصنيف العام | التصنيف العام     | التصنيف العام | التصنيف العام    | التصنيف العام |        |
| الدراج        | الدراج            | البلد         | الفريق           | الوقت         | السرعة |
| ------------- | ----------------- | ------------- | ---------------- | ------------- | ------ |
| 1.            | تيموثي دوبونت     | بلجيكا        | Verandas Willems |               |        |
| 2.            | كريستوفر هالفورسن | النرويج       | Joker            |               |        |
| 3.            | ديلان جروينويغن   | هولندا        | لوتو إن إل-جامبو |               |        |

## وصلات خارجية
- الموقع الرسمي
- سباق نوكير كويرز 2016 على موقع إحصائيات الدراجات الإحترافية (الإنجليزية)